# باول لي
باول لي (14 فبراير 1989 في الفلبين - ) هو لاعب كرة سلة فلبيني في مركز الهجوم خلفي، شارك في بطولة كأس العالم لكرة السلة 2014 ودورة الألعاب الآسيوية 2014. ولعب مع رين أور شاين إيلاستو بينترز.

## وصلات خارجية
- باول لي على موقع الاتحاد الدولي لكرة السلة (الإنجليزية)
- باول لي على موقع كرة السلة الأوروبية.كوم (الإنجليزية)
- باول لي على موقع ريلجم (الإنجليزية)
- باول لي على موقع بروبوليرز (الإنجليزية)
- باول لي على موقع سبورتس رفرنس (الإنجليزية)